# 科夫 (明尼蘇達州)
科夫（英語：Cove）是位於美國明尼蘇達州密爾湖縣南港鎮區的一個非建制地區。

## 地理
科夫所處的海拔為高於海平面385米（即1263英呎），而該地所採用的時區為UTC-6，即北美中部時區（CST）。同時該地設有夏令時間，為UTC-6調快一小時，即UTC-5（CDT）。